# Adelaida (nombre)
Adelaida es un nombre de pila femenino de origen germánico en su variante en español. Deriva del antiguo nombre germano Adelheid, compuesto de athal (nobleza) y heid (aspecto), por lo que significa "de noble aspecto".

## Variantes
| Variantes en otras lenguas | Variantes en otras lenguas |
| -------------------------- | -------------------------- |
| Español                    | Adelaida, Adela            |
| Alemán                     | Adelheid, Heidi            |
| Asturiano                  | Aida                       |
| Bretón                     | Adelaid                    |
| Catalán                    | Adelaida                   |
| Checo                      | Adelaida                   |
| Danés                      | Adelaide                   |
| Esperanto                  | Adelajdo                   |
| Finlandés                  | Adelheid                   |
| Francés                    | Adélaïde                   |
| Gallego                    | Adelaida                   |
| Holandés                   | Adelheid                   |
| Húngaro                    | Adelaida                   |
| Inglés                     | Adelaide                   |
| Italiano                   | Adelaide                   |
| Noruego                    | Adelheid                   |
| Polaco                     | Adelajda                   |
| Portugués                  | Adelaide                   |
| Ruso                       | Аделаида (Adelaida)        |
| Sueco                      | Adelaide                   |

## Personajes célebres
| Borgoña       | Adelaida I, condesa palatina de Borgoña (1248-1279).            |
| Francia       | Adelaida de Aquitania, reina consorte de Francia.               |
| Inglaterra    | Adelaida de Sajonia-Meiningen, mujer de Guillermo IV.           |
| Sacro Imperio | Santa Adelaida, reina de Italia y emperatriz del Sacro Imperio. |
| Turín         | Adelaida de Susa, marquesa de Turín (1034-1091).                |

## Santoral
- Santa Adelaida de Italia (16 de diciembre).
- Santa Adelaida de Vilich (5 de febrero).